# Shane Dawson
Shane Lee Dawson (n. 19 iulie 1988, Long Beach, California, SUA) este o personalitate a Youtube-ului, dar și comedian, actor, director de film și cântăreț. Dawson s-a făcut remarcat prin videoclipurile sale amuzante și rasiste în care juca personaje inventate de el, (precum: Shananay, Ned the Nerd, S. Deezy, Mom, Aunt Hilda, Fruitlupe and Amy), și celebrități (precum: Paris Hilton, Miley Cyrus, Michael Jackson), el a parodiat multiple videoclipuri muzicale, dar și emisiuni de televiziune.

## Viață și carieră
Dawson a copilărit în Long Beach, California, urmând cursurile liceului Lakewood High School. În adolescență, acesta era supraponderal și era abuzat atât mental cât și fizic de tatăl său dependent de alcool, care până la urmă și-a părăsit familia. Shane a devenit pasionat de crearea materialelor video atunci când făcea impreună cu prieteni săi videoclipuri pentru proiectele de la școală. 

## Canalul de Yotube
Pe 10 martie 2008, Shane a creat primul său canal de youtube, numit ShaneDawsonTV. Primul videoclip rămas pe pagina sa ,Hodini's Street Magic, a fost postat trei luni mai târziu. La scurt timp după ce a început sa facă videoclipuri, a lucrat la Jenny Craig, împreună cu mama și fratele său, dar a fost concediat în august 2008 după ce a postat un videoclip cu el dansând la o bară din incinta companiei. 